# Tatjana Szłykowa‑Granatowa
Tatjana Wasiljewna Szłykowa‑Granatowa, ros. Татьяна Васильевна Шлыкова-Гранатова (ur. 1773 w Moskwie, zm. 25 stycznia?/6 lutego 1863 w Petersburgu) – rosyjska tancerka baletowa, aktorka i śpiewaczka, chłopka pańszczyźniana hrabiego Nikołaja Szeremietiewa.
Urodziła się w rodzinie pańszczyźnianej hrabiego Szeremietiewa. Jej rodzice pracowali przy dworze. Gdy miała siedem lat zaczęła występować na deskach Teatru Szeremietiewów. Śpiewała tam w operach, grała role aktorskie w przedstawieniach teatralnych, ale przede wszystkim była baletnicą, tańczącą główne role. Jak było w zwyczaju w tym teatrze, artyści otrzymywali od hrabiego przydomek artystyczny nawiązujący do nazw kamieni ozdobnych. Tatjana Szłykowa otrzymała w ten sposób przydomek Granatowa (od granatu). W 1803 została wyzwolona z pańszczyzny, ale do śmierci pozostała w petersburskim domu Szeremietiewów. Była bliską przyjaciółką śpiewaczki operowej z Teatru Szeremietiewów, a później żony hrabiego Nikołaja Szeremietiewa Praskowi Żemczugowej i wychowawczynią jej syna oraz wnuka. 
W roku 1889 Sergiej Szeremietiew opublikował wspomnienia o Tatjanie Szłykowej-Granatowej (Шереметев С. Татьяна Васильевна Шлыкова. 1773-1863 // Русский архив, 1889. - Кн. 1. - Вып. 3. - С. 506-522).